# Río Blanco (vattendrag i Chile, Región de Tarapacá)
Río Blanco är en flod  i Chile.   Den ligger i regionen Región de Tarapacá, i den norra delen av landet, 1 500 km norr om huvudstaden Santiago de Chile.
Omgivningen kring Río Blanco är i huvudsak ett öppet busklandskap och området är nästan obefolkat, med mindre än två invånare per kvadratkilometer.